# Avantor
Avantor, Inc. — американская химическая компания, специализирующаяся на производстве сверхчистых химикатов для фармацевтической промышленности, а также лабораторных реактивов и оборудования. Штаб-квартира находится в городе Рэднор близ Филадельфии, штат Пенсильвания.
В списке крупнейших публичных компаний мира Forbes Global 2000 за 2022 год Avantor заняла 1581-е место. В списке крупнейших компаний США Fortune 500 заняла 457-е место.

## История
Основной предшественник компании был основан в 1904 году под названием J.T. Baker Chemical Company. В 1985 году эта компания была куплена Procter & Gamble, а через 10 лет продана компании Mallinckrodt. В 2010 году J.T. Baker была куплена инвестиционной компанией New Mountain Capital и переименована в Avantor. В 2011 году были куплены индийская компания RFCL и польская POCH.
В 2016 году была куплена компания Nusil Technology, а в 2017 году в сделке стоимостью 6,4 млрд долларов была поглощена компания VWR International. Штаб-квартира Avantor была перенесена в здание, где до этого базировалась VWR.
В 2019 году New Mountain Capital провела размещение акций Avantor на Нью-Йоркской фондовой бирже, что принесло ей 3,8 млрд долларов.
В 2020 году против компании выдвигались обвинения в содействии развитию опиоидной эпидемии в США: производимый компанией уксусный ангидрид широко применялся мексиканскими наркокартелями для производства героина и метамфетамина.
В апреле 2021 года был куплен немецкий производитель лабораторного автоматического оборудования Ritter. В июне 2021 года была куплена китайская компания RIM Bio.

## Деятельность
Производственные мощности компании находятся в США, Канаде, Мексике, Австралии, Бельгии, Польше, Словении, Китае и Индии.
География деятельности:
- Америка — 57 % выручки (США — 53 %)
- Европа — 36 % выручки (Германия — 8 %);
- Ближний Восток, Африка и Азия — 7 % выручки.